# Ik heb geen zin om op te staan
Ik heb geen zin om op te staan was de A-kant van de eerste single van de Nederlandse ‘popart-groep’ Het. 

## Geschiedenis
Het nummer stond op naam van Tinka Bouber, maar was geschreven door haar man Bob Bouber en onderscheidde zich door de komische tekst, die bovendien Nederlandstalig was. Andere Nederlandse popgroepen uit die tijd beijverden zich om in het Engels te zingen en mikten daarmee op een internationaal publiek. Bouber zong het trouwens niet zelf; hij vond zichzelf niet geschikt als zanger; Jacques Zwart werd de zanger van Het.
De ik-figuur vertelt dat het tijd is om op te staan, maar daar heeft hij helemaal geen zin in. Eerst met zijn blote voeten op het koude zeil, dan naar zijn baas... Beide zaken geven een tijdsbeeld weer. In slaapkamers lag vanwege geldgebrek vaak nog zeil en "langharig werkschuw tuig" had geen zin om met blote handen voor een baas te werken (anti-autoriteitsgevoel uit de jaren 60). Hij besluit uiteindelijk maar de hele dag in bed te blijven en dan nog alleen ook; zijn vriendin is al weg ("was jij maar hier").
Ook de B-kant, Alleen op het kerkhof, eveneens van Bob Bouber, maar op naam van Tinka Bouber, heeft een komische tekst.
Nederland maakte op 4 november 1965 voor het eerst kennis met Het. De groep kwam met een verrijdbaar bed de Amsterdamse Dam op, ging erop zitten en zwaaide naar het publiek. Na tien minuten maakte de politie een eind aan de vertoning. Kort daarna lag Ik heb geen zin om op te staan in de platenwinkels. De plaat kwam op 18 december 1965 de Nederlandse Top 40 binnen en bracht het tot de negende plaats.
Het nummer is in 1976 en 1983 opnieuw uitgebracht, maar nu met Kejje nagaan, de tweede hit van Het, als achterkant.
Verder is het nummer in het begin van de jaren '90 gebruikt in een spotje van Postbus 51 over de toenmalige Arbowet.

## Hitnoteringen

### Nederlandse Top 40
| Ik heb geen zin om op te staan in de Nederlandse Top 40 binnen: 18-12-1965 | Ik heb geen zin om op te staan in de Nederlandse Top 40 binnen: 18-12-1965 | Ik heb geen zin om op te staan in de Nederlandse Top 40 binnen: 18-12-1965 | Ik heb geen zin om op te staan in de Nederlandse Top 40 binnen: 18-12-1965 | Ik heb geen zin om op te staan in de Nederlandse Top 40 binnen: 18-12-1965 | Ik heb geen zin om op te staan in de Nederlandse Top 40 binnen: 18-12-1965 | Ik heb geen zin om op te staan in de Nederlandse Top 40 binnen: 18-12-1965 | Ik heb geen zin om op te staan in de Nederlandse Top 40 binnen: 18-12-1965 | Ik heb geen zin om op te staan in de Nederlandse Top 40 binnen: 18-12-1965 | Ik heb geen zin om op te staan in de Nederlandse Top 40 binnen: 18-12-1965 | Ik heb geen zin om op te staan in de Nederlandse Top 40 binnen: 18-12-1965 | Ik heb geen zin om op te staan in de Nederlandse Top 40 binnen: 18-12-1965 | Ik heb geen zin om op te staan in de Nederlandse Top 40 binnen: 18-12-1965 | Ik heb geen zin om op te staan in de Nederlandse Top 40 binnen: 18-12-1965 | Ik heb geen zin om op te staan in de Nederlandse Top 40 binnen: 18-12-1965 |
| Week                                                                       | 1                                                                          | 2                                                                          | 3                                                                          | 4                                                                          | 5                                                                          | 6                                                                          | 7                                                                          | 8                                                                          | 9                                                                          | 10                                                                         | 11                                                                         | 12                                                                         | 13                                                                         |                                                                            |
| -------------------------------------------------------------------------- | -------------------------------------------------------------------------- | -------------------------------------------------------------------------- | -------------------------------------------------------------------------- | -------------------------------------------------------------------------- | -------------------------------------------------------------------------- | -------------------------------------------------------------------------- | -------------------------------------------------------------------------- | -------------------------------------------------------------------------- | -------------------------------------------------------------------------- | -------------------------------------------------------------------------- | -------------------------------------------------------------------------- | -------------------------------------------------------------------------- | -------------------------------------------------------------------------- | -------------------------------------------------------------------------- |
| Nummer                                                                     | 24                                                                         | 20                                                                         | 16                                                                         | 14                                                                         | 11                                                                         | 13                                                                         | 10                                                                         | 12                                                                         | 9                                                                          | 10                                                                         | 16                                                                         | 26                                                                         | 37                                                                         | uit                                                                        |

### NPO Radio 2 Top 2000
| Nummer met noteringen in de NPO Radio 2 Top 2000 | '99  | '00  | '01  | '02  | '03  | '04  | '05  |
| ------------------------------------------------ | ---- | ---- | ---- | ---- | ---- | ---- | ---- |
| Ik heb geen zin om op te staan                   | 1405 | 1269 | 1460 | 1641 | 1447 | 1702 | 1966 |

1. ↑  Een vetgedrukt getal geeft de hoogste notering aan.
2. ↑  Deze tabel is bijgewerkt tot en met de laatste editie (2024).

## Covers
Neerlands Hoop in Bange Dagen nam het nummer in 1976 op voor zijn lp Hoezo jeugdsentiment.
De Nederlandse hardrock- en metalband Vandale nam het nummer in 1982 op voor zijn lp Stale Verhale (later uitgebracht op verzamel-cd in 2004).
Henk Westbroek en Skik brachten in 2002 het nummer uit als cd-single.
De Duitse groep The Blizzards bracht in 1966 een Duitstalige versie van het nummer uit: Hab' keine Lust heut aufzustehn.